# پرچم چاد
پرچم چاد برای اولین بار در ۱۱ ژوئن ۱۹۵۹ به رسمیت شناخته شد. به‌عنوان پرچم ملی شناخته می‌شود و هم‌چنین دارای تناسب ۲:۳ می‌باشد. پرچم چاد به شدت مشابه با پرچم رومانی است.

## شرح
پرچم چاد یک سه رنگ عمودی است که (از چپ به راست) از یک ستون آبی ، طلایی و قرمز تشکیل شده است. اینها ترکیبی از رنگ های آبی، سفید و قرمز همانطور که در پرچم فرانسه دیده می شود با رنگ‌های پان‌آفریقایی سبز، زرد و قرمز همانطور که در پرچم اتیوپی دیده می شود در نظر گرفته شده بود.
 علاوه بر این، آبی نشان دهنده آسمان و امید است. طلا خورشید و صحرا است و قرمز نشان دهنده خونریزی بر سر استقلال است. 

این پرچم در سال 1959 برای جمهوری خودمختار به تصویب رسید و در استقلال در سال 1960 و در قانون اساسی 1962 حفظ شد. این ممکن است به این دلیل که  پرچم با هیچ یک از رقبای اصلی قدرت در چاد که قبل از استقلال و کمی بعد از استقلال هیچ احساس هویت ملی نداشتند مرتبط باشد .

## شباهت با پرچم رومانی
پرچم چاد تقریباً مشابه پرچم‌های ملی  رومانی ،  مولداوی و  آندورا است (که دو مورد آخر دارای نشان کشور مربوطه خویش داخل رنگ طلایی می باشند) . رومانی از سال 1866 از این پرچم استفاده کرده است که برای اولین بار به شکل فعلی در والاچیا ظاهر شد که رسما از سال 1866 تا 1948 مورد استفاده قرار گرفت، تا زمانی که پرچم جمهوری سوسیالیستی رومانی با نشان مخصوص جایگزین آن شد . 
چاد در سال 1960 پس از استقلال از فرانسه شروع به استفاده از پرچم فعلی خود کرد. هنگامی که چاد پرچم خود را پذیرفت، پرچم رومانی همچنین دارای یک نشان در وسط پرچم در بالای سه رنگ بود. 
پس از جنگ جهانی دوم در دوران کمونیست در نیمه دوم قرن بیستم اضافه شد . با این حال، در سال 1989 دولت کمونیستی رومانی سرنگون شد و نشان حذف شد و پرچم رومانی به نسخه قبل از جنگ که مطابق با پرچمی بود که در آن زمان توسط چاد تصویب شده بود، بازگردانده شد.
موضوع وجود پرچم‌های مشابه رومانی و چاد باعث نگرانی دولت چاد شده است. آنها در سال ۲۰۰۴ از سازمان ملل درخواست کردند که این موضوع را بررسی کند. در پاسخ، یون ایلیسکو ، رئیس جمهور رومانی، اظهار داشت که هیچ تغییری در پرچم ایجاد نخواهد شد، زیرا وجود سه رنگ رومانی پیش از وجود چاد به عنوان یک کل است: "سه رنگ متعلق به ماست. ما از سه رنگ دست نخواهیم کشید.

## تاریخچه

پرچم کانم به روایت آنجلینو دولسرت  (1339)
پرچم بورنو (جانشین کانم) به گفته گابریل دو والسکا (1439)
پرچم فرانسه و آفریقای استوایی فرانسه (1900–1959)
پرچم دولت  فرانسه آزاد چاد به رهبری پیر اولیویه لاپی   (1940–1942)
پرچم شخصی پیر اولیویه لاپی (1940–1942)
جامعه فرانسوی استاندارد